# غرب نيمار
غرب نيمار رمزها «WN» (بالإنجليزية: West  Nimar)‏ ، هو تقسيم إداري لدولة الهند تتبع ولاية مدية برديش (بالإنجليزية: Madhya  Pradesh)‏ ، مركزها هو مدينة خارجون (بالإنجليزية: Khargone)‏ عدد سكانها حسب تعداد سنة 2001 هو 1,529,954 ، مساحتها 8,010 كم² وكثافة السكان 191 لكل كم² .